# مانوئل تنا
مانوئل تنا (انگلیسی: Manuel Tena؛ زادهٔ ۳ فوریهٔ ۱۹۷۸) بازیکن فوتبال اهل اسپانیا است.
از باشگاه‌هایی که در آن بازی کرده‌است می‌توان به باشگاه فوتبال رئال مادرید سی، باشگاه فوتبال رایو وایکانو، باشگاه فوتبال رئال مادرید، باشگاه فوتبال رئال وایادولید، باشگاه فوتبال رئال مادرید کاستیا، باشگاه فوتبال کوردوبا، و باشگاه فوتبال ختافه اشاره کرد.